# Nobody Knows Me
Nobody Knows Me este un single folosit doar pentru a promova albumul American Life al Madonnei, lansat în 2003. Melodia a fost lansată în cluburuile din Statele Unite pe 15 octombrie 2003.